# Okjökull

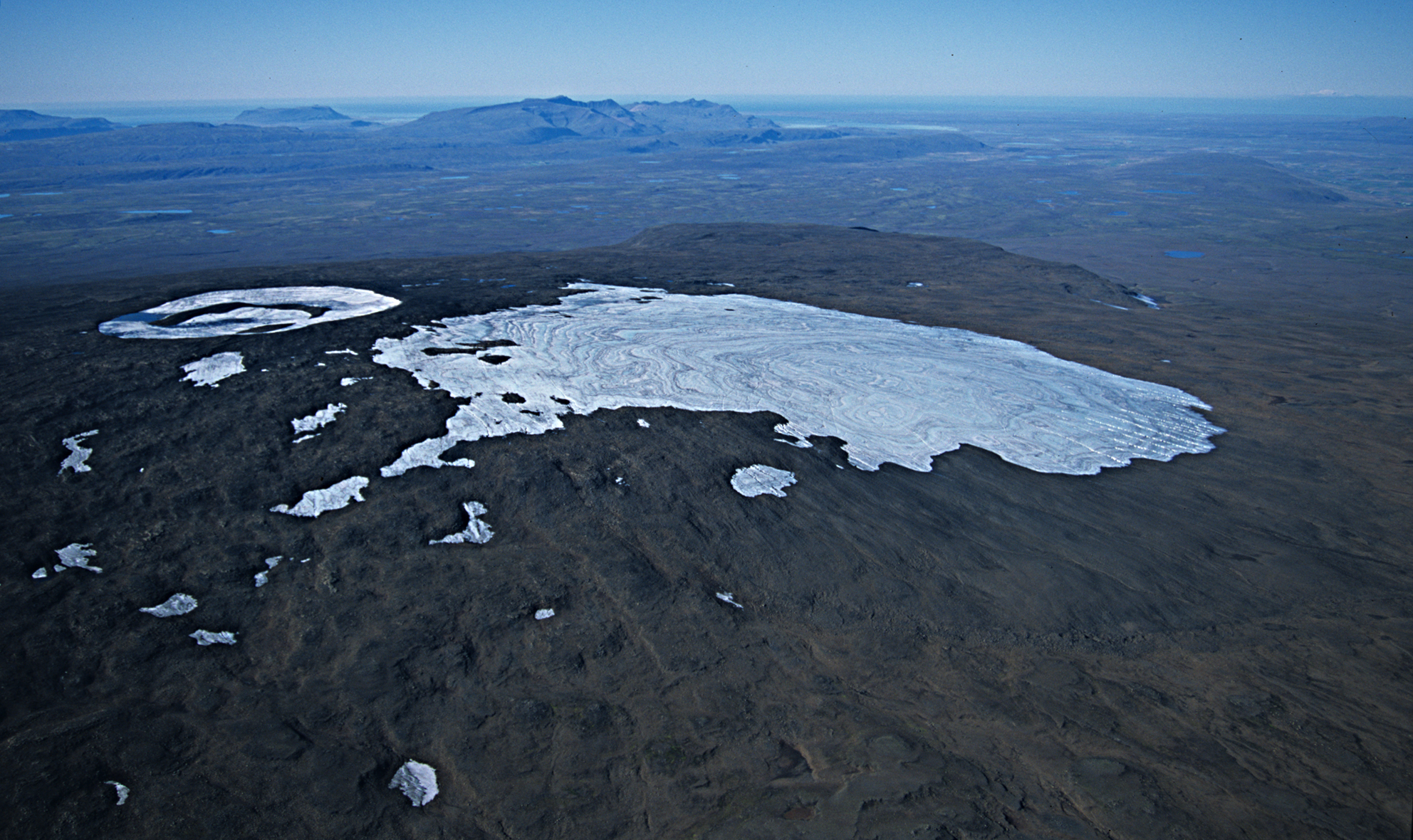
Okjökull we wrześniu 2003

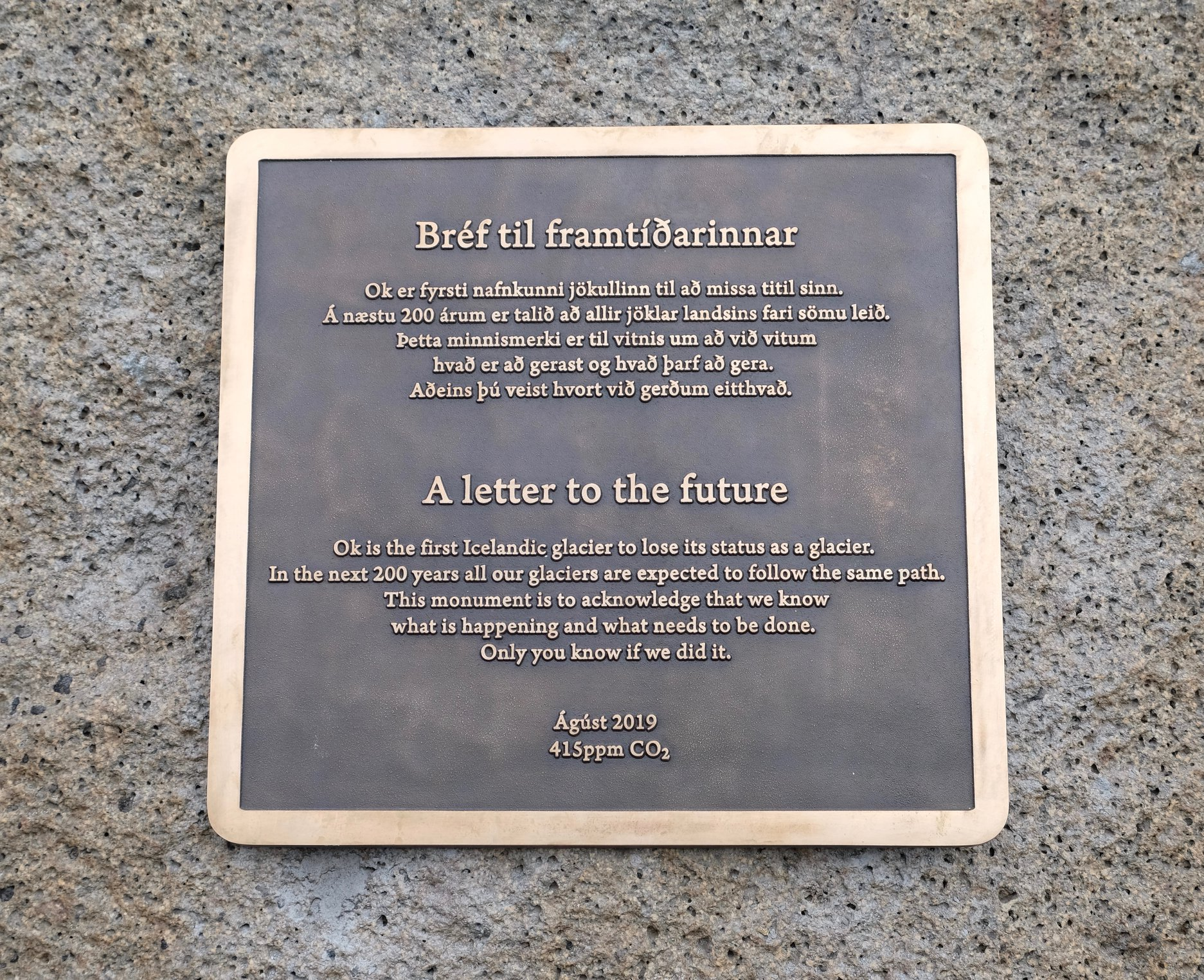
Tablica upamiętniająca lodowiec

Okjökull – istniejący przez ok. 700 lat lodowiec na wulkanie Ok na Islandii.
Lodowiec pierwotnie zajmował szczyt wulkanu i spływał na wszystkie jego strony. W miarę kurczenia się utrzymywał się bardziej na północnym stoku. Na przełomie XIX i XX wieku miał kształt regularnego kopca, bez wyraźnych jęzorów lodu spływających w dół, choć stoki wulkanu poniżej były pokryte płatami śniegu, co dawało obraz porównywany do cętkowania lamparta. Do pewnego czasu latem wiatr nawiewał piasek na jego powierzchnię, a zimą przykrywała go świeża warstwa śniegu. Ponieważ z czasem zimowy przyrost lodowca był coraz mniejszy, warstwy piasku widoczne na powierzchni przypominały układ słojów rocznych drzewa. Z map pochodzących z 1901 roku, pokazujących zasięg lodowca Okjökull, wynika, że mógł mieć on wtedy około 38 kilometrów kwadratowych powierzchni. Z mapy z 1910 wynika, że miał 15 km², a z 1945 – 5 km². W 1978 roku fotografie terenu pokazały, że lodowiec miał około trzech kilometrów kwadratowych, a w 2004 już poniżej dwóch. W drugim dziesięcioleciu XXI wieku uważano, że już nie przyrasta zimą. Sięgał wtedy w dół do wysokości 950 m n.p.m. i w całości znajdował się poniżej linii wiecznego śniegu (wierzchołek osiąga 1190 m n.p.m.). Zdjęcia wykonane 1 sierpnia 2019 roku pokazują, że z lodowca pozostało mniej niż jeden kilometr kwadratowy powierzchni. Zdjęcie z sierpnia 2019 roku pokazuje tylko niewielki rozprysk cienkich plam lodowych.
W 2014 roku na podstawie około dziesięcioletnich obserwacji prowadzonych przez islandzkiego glacjologa Oddura Sigurðssona został ogłoszony martwym. Oznacza to, że wciąż istniał, ale był zbyt cienki, aby przesuwać się pod własnym ciężarem. Nie jest jedynym lodowcem, który w ostatnim okresie przeszedł takie zmiany, ale jego zanik został szerzej zauważony ze względu na pozycję rejonu Ok w islandzkiej kulturze. Wreszcie 18 sierpnia 2019 roku dokonano uroczystego pożegnania z udziałem premier Islandii Katrín Jakobsdóttir, ministra środowiska Guðmundura Ingi Guðbrandssona i byłej prezydent Irlandii Mary Robinson. W trakcie obchodów odsłonięto tablicę z napisem: „Ok jest pierwszym islandzkim lodowcem, który utracił status lodowca. W ciągu następnych 200 lat prawdopodobnie wszystkie nasze główne lodowce będą podążać tą samą drogą. Ten pomnik ma potwierdzić, że wiemy, co się dzieje i co należy zrobić. Tylko ty wiesz, czy to zrobiliśmy”. Autorem treści tablicy jest islandzki pisarz Andri Snær Magnason. Zmianę statusu lodowca wyraża również zmiana jego nazwy w języku islandzkim, z której usunięto cząstkę jökull oznaczającą „lodowiec”, wprowadzając nazwę Ok.